# Challenger de Buenos Aires 2023
El torneo Challenger Tenis Club Argentino 2023, denominado por razones de patrocinio Challenger AAT Legión Sudamericana fue un torneo de tenis que perteneció al ATP Challenger Tour 2023 en la categoría Challenger 50. Se trató de la 2ª edición; el torneo tuvo lugar en la ciudad de Buenos Aires (Argentina), desde el 24 hasta el 30 de abril de 2023 sobre pista de tierra batida al aire libre.

## Jugadores participantes del cuadro de individuales
| Favorito | País                               | Jugador                 | Rank1 | Posición en el torneo |
| -------- | ---------------------------------- | ----------------------- | ----- | --------------------- |
| 1        | Bandera de Argentina               | Andrea Collarini        | 181   | Semifinales           |
| 2        | Bandera de Argentina               | Thiago Agustín Tirante  | 185   | Baja                  |
| 3        | Bandera de Italia                  | Luciano Darderi         | 188   | FINAL                 |
| 4        | Bandera de Argentina               | Juan Pablo Ficovich     | 197   | Primera ronda         |
| 5        | Bandera de Argentina               | Genaro Alberto Olivieri | 205   | Baja                  |
| 6        | Bandera de la República Dominicana | Nick Hardt              | 221   | Segunda ronda         |
| 7        | Bandera de Argentina               | Mariano Navone          | 227   | Semifinales           |
| 8        | Bandera de Brasil                  | Thiago Seyboth Wild     | 231   | CAMPEÓN               |

- 1 Se ha tomado en cuenta el ranking del 17 de abril de 2023.

### Otros participantes
Los siguientes jugadores recibieron una invitación (wild card), por lo tanto ingresan directamente al cuadro principal (WC):
- Alex Barrena
- Alejo Lorenzo Lingua Lavallén
- Lautaro Midón

Los siguientes jugadores ingresan al cuadro principal tras disputar el cuadro clasificatorio (Q):
- Valerio Aboian
- Tomás Farjat
- Gustavo Heide
- Conner Huertas del Pino
- Mariano Kestelboim
- Matías Zukas

## Campeones

### Individual Masculino
- Thiago Seyboth Wild derrotó en la final a  Luciano Darderi, 6–3, 6–3

### Dobles Masculino
- Francisco Comesaña /  Thiago Seyboth Wild derrotaron en la final a  Hernán Casanova /  Santiago Rodríguez Taverna, 6–3, 6–7(5), [10–6]